# ПТ-1
ПТ-1 — радянський легкий плавучий танк. Розроблений в 1932 р. на московському заводі № 37 під керівництвом Миколи Олександровича Астрова.

## Історія
Створений силами Кострукторський бюро «КБ-Т» на виробничій базі заводу «Червоний пролетар». У конструкції танка були застосована концепція колісно-гусеничного танка зі здатністю плавати. Широко були використані вузли та технічні рішення танків серії БТ. Для свого часу був унікальною машиною, яка перевершує всі закордонні розвідувальні та плавучі танки з вогневої потужності, захищеності та ходових якостей.

## Конструкція
ПТ-1 мав класичну для радянського танкобудування компоновку: у кормовій частині знаходилося моторно-трансмісійне відділення, в середній — бойове відділення, в носовій — відділення управління. У башті розміщувалися робочі місця навідника та командира танка, у відділенні управління — механіка-водія та стрільця радиста.
Броньовий корпус був зварною конструкцією з 10 і 15-мм листів катанной броні. Конструкція корпусу забезпечувала гарну плавучість, остійність та низький опір руху на воді. Застосовувалася циліндрична башта з розвиненою кормовою нішею. Аналогічні башти застосовувалися на танках БТ-5 та Т-26. Посадка та вихід екіпажу здійснювалися через один люк у даху башти і два люки в даху відділення управління.
Озброєння ПТ-1 складалося з 45-мм танковою гарматою 20-К і 4 кулеметів ДТ-29, один з яких був спарений з гарматою, інші перебували у кульових установках у верхньому лобовому листі корпусу та бортах башти. Боєкомплект складався з 93 пострілів до гармати і 3402 патронів до кулеметів (54 диска).
Спочатку на танку планувалося використовувати двотактний шестициліндровий дизель ПГЕ потужністю 300 к.с. (221 кВт), який мав поршневий компресор та прямоточну продувку циліндрів. У зв'язку з тривалим доведенням двигуна ПГЕ на танку в кормовій частині корпусу уздовж його поздовжньої осі був встановлений дванадцятициліндровий, чотиритактний, V-подібний, авіаційний, карбюраторний двигун М-17Ф рідинного охолодження потужністю 580 к.с. (427 кВт). Пуск двигуна здійснювався стисненим повітрям від компресора «Гареллі» або за допомогою електростартера потужністю 3,5 к.с. (2,57 кВт). Система охолодження двигуна була виконана ізольованою від моторно-трансмісійного відділення. Весь повітряний тракт системи охолодження (повітроприток — вентилятор — радіатор — повітропровід) розташовувався у двох симетричних ізольованих відсіках — колодязях, затоплюваних забортною водою при русі танка на плаву. Циркуляція забортної води через колодязі повинна була здійснюватися за рахунок її підсосу гребними гвинтами через відповідні трубопроводи. Вентилятори, проганяючи повітря через радіатори при русі на суші, на плаву відключалися від двигуна. Випробування такої системи охолодження показали зайво інтенсивне охолодження двигуна в початковий період плавання та недостатнє при тривалому русі на плаву, оскільки циркуляція забортної води в колодязях була недостатньою. Охолодження агрегатів трансмісії вироблялося ежекційною системою. Ємність передніх та кормових паливних баків становила 400 л. Запас ходу танка по шосе при русі на гусеничному ходу досягав 183 км і 230 км — при русі на колісному ходу.
Механічна трансмісія включала головний фрикціон, чотириступеневу коробку передач, подвійний диференціал, два бортових карданних вали приводу до всіх опорних котків, дві коробки відбору потужності на гребні гвинти, гальма подвійного диференціала і два бортових редуктори. При русі на колісному ходу всі опорні котки були ведучими, а передня та задня пари опорних котків були керованими. для підведення крутного моменту до керованих та ведучих опорних котків були використані подвійні карданні вали, виконані за схемою автомобіля «Форд». У ведучих опорних котках колісного ходу були розміщені понижуючі редуктори. Таке технічне рішення було здійснено вперше в танкобудуванні. Управління машиною на колісному ходу і на плаву здійснювалося за допомогою рульового колеса з сервоприводом стежачої дії (гідропідсилювачем), на гусеничному за допомогою двох важелів управління гальмами подвійного диференціала, що виконував функції центрального диференціала на колісному ходу і забезпечував можливість руху танка при втраті однієї з гусениць.
Рух на плаву проводився за допомогою двох гребних гвинтів, встановлених у спеціальних тунелях в кормовій частині корпусу. При проектуванні танка передбачалося управляти машиною на плаву шляхом вимкнення або реверсування одного з гребних гвинтів за допомогою головного фрикціону за відсутності водохідних рулів. Однак така система виявилася практично непридатною через запізнювання та різкості дії при повороті. Тому на дослідному зразку управління на плаву здійснювалося за допомогою двох водохідних рулів жалюзійного типу. Управління диферентом на плаву згідно з технічним проектом вироблялося за рахунок перекачування палива з передніх паливних баків у кормові та назад. Це технічне рішення не отримало розвитку за великого числа недоліків, пов'язаних з перемінною кількістю возимого палива та низькою надійністю роботи елементів системи. При подоланні водних перешкод поворотні патрубки вихлопних труб встановлювалися у вертикальне положення, виключаючи попадання води в вихлопні колектори.
Підвіска — індивідуальна, пружинна, з телескопічними амортизаторами. До складу гусеничного рушія входили вісім опорних котків, два напрямних колеса з механізмами натягу гусениць і два ведучих колеса кормового розташування, які мали гребневе, безроликове зачеплення з гусеницями. Опорні котки та напрямні колеса мали зовнішню амортизацію. Крупноланкова гусениця, виконана за типом гусениці танка БТ, мала траки шириною 260 мм. Електрообладнання машини було виконано за однопровідною схемою. Напруга бортової мережі становила 12 В. Як джерела електроенергії використовувалися дві акумуляторні батареї 3СТЕ-128 напругою 12 В, ємністю 128 А-год та генератор потужністю 0,5 кВт. На танку була встановлена радіостанція 71-ТК-1 з поручневою антеною, яка встановлювалася по периметру корпусу машини. Засобів внутрішнього зв'язку машина не мала.
Швидкість на плаву становила 6 км/год, на гусеничному ходу — 62 км/год, на колісному ходу — 90 км/год.

## Оцінка проекту
Машина вийшла настільки вдалою, що в постанові СТО «Про систему танкового озброєння РСЧА» від 13 серпня 1933 року, зокрема, говорилося: «З 1934 р. почати поступове впровадження у виробництво як оперативного танка плавучої машини ПТ-1 з таким розрахунком, щоб з 1936 р. повністю перейти на розгорнуте виробництво цього танка на базі і за рахунок виробництва танка БТ». Тобто, якби не загальна технологічна відсталість радянської промисловості того часу — РСЧА цілком могла б стати першою армією, що має як основну машину плавучий швидкохідний колісно-гусеничний танк. Але — оскільки зазначена відсталість таки мала місце, то зважаючи на істотно більш складну конструкцію порівняно з звичайними БТ — танк ПТ-1 (який зусиллями конструкторів був практично доведений до досконалості до версії ПТ-1А) в серію так і не потрапив. Освоїти цю машину наша промисловість на той момент не змогла. І тому, згідно з постановою СТО від 19 червня 1935 року, було вирішено «залишити на озброєнні танк БТ. Відмовитися від заміни його на ПТ-1».